# .hack//ENEMY
.hack//ENEMY est un jeu de cartes à collectionner sorti en 2003 par Decipher. Le jeu est basé sur l'anime .hack et sur son univers. Après avoir effectué cinq expansions distinctes entre 2003 et 2005, le jeu a été abandonné.
Il a remporté le Prix ORIGINS du Meilleur nouveau JCC (Best New TCG) en 2004.

## Sets
- Numéro 1 : "Contagion"
- Numéro 2 : "Distortion"
- Numéro 3 : "Epidemic"
- Numéro 4 : "Isolation"
- Numéro 5 : "Breakout"